# منتخب بنغلاديش لهوكي الحقل
منتخب بنغلاديش لهوكي الحقل (بالبنغالية: বাংলাদেশ জাতীয় হকি দল)‏ هو ممثل بنغلاديش الرسمي في المنافسات الدولية في هوكي الحقل
.

## وصلات خارجية
- الموقع الرسمي